# The L-Shaped Room
The L-Shaped Room (bra: A Mulher Que Pecou) é um filme britânico de 1962, do gênero drama, dirigido por Bryan Forbes, com roteiro do próprio Forbes baseado no romance de Lynne Reid Banks.